# Riksförbundet Sveriges lottakårers kungliga förtjänstmedalj
Riksförbundet Sveriges lottakårers kungliga förtjänstmedalj är en belöningsmedalj som delas ut av Svenska lottakåren (SLK) för en flerårig och framstående insats för lottarörelsen. Den finns i graderna guld (SLKGM) och silver (SLKSM). 

## Historia
Riksförbundet Sveriges lottakårers kungliga förtjänstmedalj instiftades år 1943.

## Kriterier
Förtjänstmedaljen delas främst ut till lottor. Icke-lottor som är svenska medborgare kan även tilldelas medaljen som en belöning för en långvarig och utomordentlig insats för lottarörelsen. Exempel på sådana personer är förbandschefer, instruktörer, företrädare för hemvärn eller frivilligorganisation samt andra befattningshavare inom totalförsvaret som SLK samarbetar med. Det krävs i regel en tjänstgöring på tolv år för att få SLKSM och 17 år för SLKGM. Medaljen kan även delas ut till utländska medborgare som en hedersbevisning för insatser som gagnat den svenska lottarörelsen.

## Utformning
Medaljen är av åttonde storleken och är försedd med en kunglig krona. På åtsidan syns porträtt av HM Konungen och på frånsidan finns SLK:s emblem. Guldmedaljen präglas i förgylld metall och silvermedaljen i försilvrad metall.

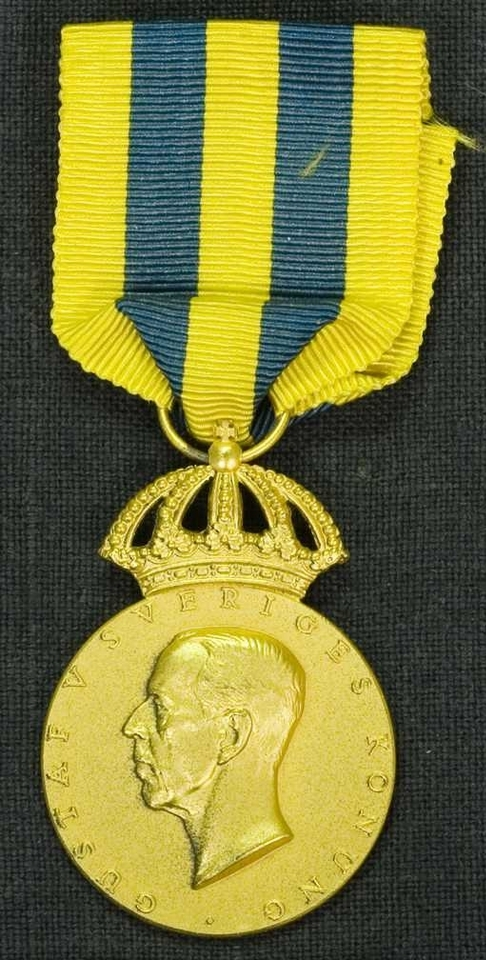
Guldmedalj, åtsida.
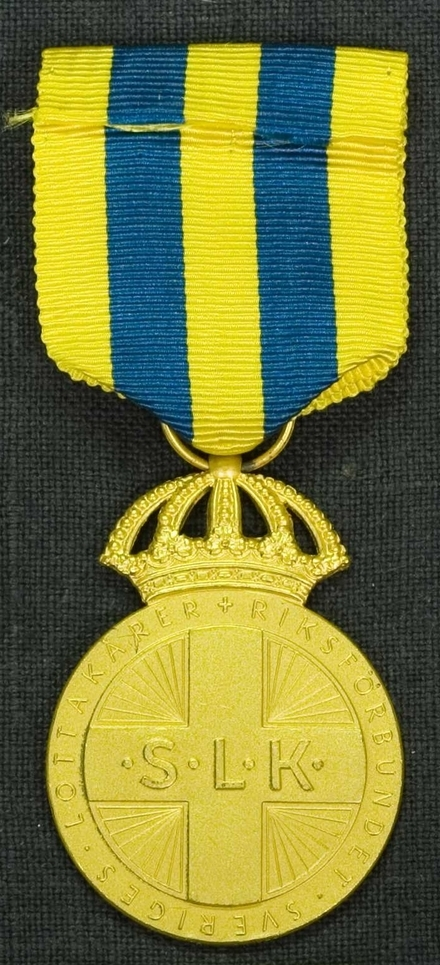
Guldmedalj, frånsida.
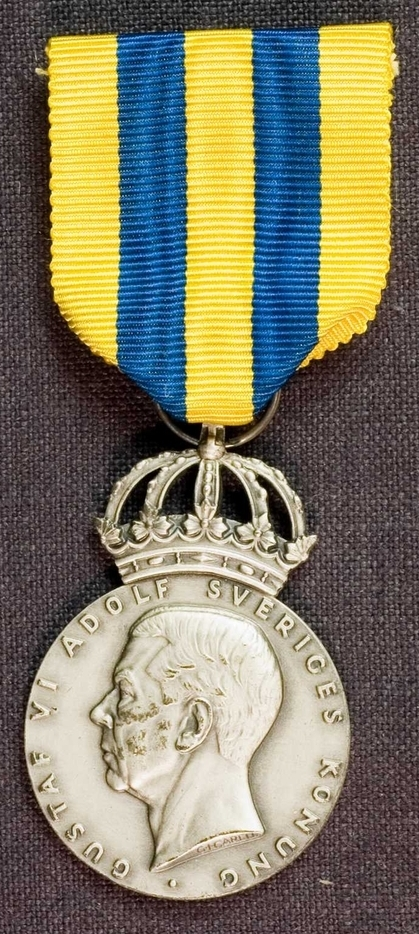
Silvermedalj, åtsida.
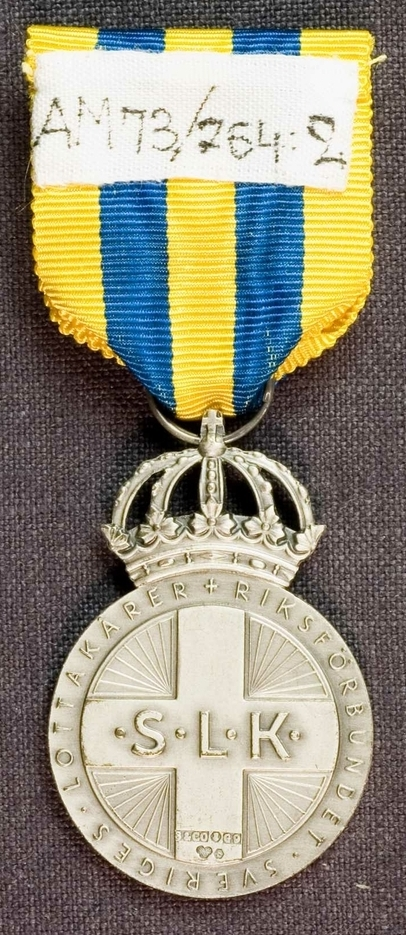
Silvermedalj, frånsida.

## Mottagare i urval

### Kungliga förtjänstmedaljen i guld
- Generalsekreteraren Eivor Asklin.
- Kommendör Harry Bong.
- Generallöjtnant Nils Björk.
- General, greve Carl August Ehrensvärd.
- Generalmajor Roland Ekenberg.
- General Curt Göransson.
- Generallöjtnant Rudolf Kolmodin.
- Generallöjtnant Henrik Lange.
- Generalmajor Robert Lugn.
- Överste Gustaf Nyblæus.
- General Håkan Syrén.
- Överhovmästarinnan, grevinnan Alice Trolle-Wachtmeister.

### Kungliga förtjänstmedaljen i silver
- Kommendörkapten Pedro Ahlmark.
- Överste Frank Cervell.
- Överstelöjtnant Bengt Fredman.
- Överste Gunnar Levenius.
- Generallöjtnant Anders Lindström.
- Generallöjtnant Ove Ljung.
- Generallöjtnant Edward Malm.
- General Stig Norén.
- Generallöjtnant Gösta Odqvist.
- Generallöjtnant Nils Personne.
- General Torsten Rapp.
- Överste Nils Söderberg.